# Eleutherochir opercularis
Eleutherochir opercularis es una especie de peces de la familia Callionymidae en el orden de los Perciformes.

## Morfología
• Los machos pueden llegar alcanzar los 11 cm de longitud total.

## Hábitat
Es un pez  de mar y de clima tropical y demersal.

## Distribución geográfica
Se encuentra en la India (incluyendo las Islas Andamán) Indonesia el Japón (incluyendo las Islas Ryukyu) Papúa Nueva Guinea Filipinas  y Sri Lanka

## Observaciones
Es inofensivo para los humanos